# Fascistisch manifesto
Het Manifesto van de Fascistische strijd (Italiaans: Il manifesto dei fasci di combattimento) was de eerste politieke standpuntbepaling van de oprichters van het Italiaanse fascisme.

## Inhoud van het Fascistisch Manifesto
Het Manifest (gepubliceerd in de krant Il Popolo d'Italia op 6 juni 1919) beschrijft de fascistische doelstellingen op politiek, sociaal, militair en financieel gebied.
Politiek roept het Manifesto op tot:
- algemeen kiesrecht op regionale basis, met stemmen op basis van evenredige vertegenwoordiging stemrecht en passief stemrecht (recht zich kandidaat te stellen) voor vrouwen
- evenredige vertegenwoordiging op regionaal niveau
- Stemrecht voor vrouwen (In tegenstelling tot de meeste Europese landen)
- vertegenwoordiging op het niveau van de pas opgerichte Nationale Raden per economische sector
- de afschaffing van de Italiaanse senaat (destijds werd de Senaat als Eerste Kamer van het parlement officieel gekozen door de rijkere burgers, maar in werkelijkheid direct benoemd door de Koning.[1][2] Het werd beschreven als een soort uitgebreide Raad van de Kroon.)
- de vorming van een Nationale Raad van deskundigen op het gebied van arbeid, industrie, transport, volksgezondheid, communicatie, enzovoorts. De deskundigen werden gekozen uit beroepsbeoefenaren of zakenlieden met wetgevende bevoegdheden en rechtstreeks verkozen voor een Commissie met ministeriële bevoegdheden (dit idee komt voort uit de corporatistische ideologie en is gedeeltelijk afgeleid uit de katholieke sociale leer).

Op sociaal gebied roept het Manifest op tot:
- de snelle uitvaardiging van een wet voor een achturige werkdag
- een minimumloon
- de deelname van vertegenwoordigers van de werknemers in de functies van de industriecommissies
- het stellen van hetzelfde vertrouwen in de vakbonden (als die dat waard zijn) als in de kaderleden van de industrie of in ambtenaren
- reorganisatie van de spoorwegen en het vervoer
- wijziging van het wetsontwerp inzake de invaliditeitsverzekering
- verlaging van de pensioengerechtigde leeftijd van 65 tot 55.

Op militair gebied pleit het Manifest voor:
- de oprichting van een nationale militie met korte dienstplicht voor de landsverdediging
- de nationalisatie van de wapenindustrie
- een kalm, maar concurrerend buitenlands beleid.

Op financieel gebied pleit het Manifest voor:
- een sterk progressieve belasting op kapitaal (met "gedeeltelijke onteigening" van geconcentreerde rijkdom)
- de inbeslagname van alle bezittingen van de religieuze congregaties en de afschaffing van alle bisdommen, die een enorme last op de Natie en de armen leggen
- wijziging van alle contracten voor leveranties aan het leger
- herziening van alle militaire contracten en de inbeslagname van 85 procent van de winst in deze.

Het Manifest combineerde zo elementen van de hedendaagse democratische en progressieve gedachte (kiesrechthervorming, arbeidshervorming, beperkte nationalisatie, belastingen op vermogen en oorlogswinst) met corporatistische nadruk op samenwerking tussen de klassen (het idee dat de sociale klassen samenwerken met het oog op de nationale belangen, het tegenovergestelde van het marxistische begrip klassenstrijd).

## Het Manifesto in de praktijk
Alleen het plan voor een corporatieve organisatie bleek van langere duur te zijn. In plaats van de democratie uit te breiden, bracht het fascisme door een wet uit 1929 een parlement dat uitsluitend uit geselecteerde fascisten bestond. Tien jaar later werd het vervangen door een Kamer van de Corporaties.
Al in het eerste regeringsjaar eindigde de pacifistische teneur van het buitenlandse beleid. In de Korfoecrisis van september 1923 gebruikte het bewind geweld. Mogelijk het grootste succes van fascistische diplomatie was het Verdrag van Lateranen van februari 1929, waarbij non-interventie in kerkzaken werd overeengekomen. Daarmee kwam er een eind aan 59 jaar onmin tussen Italië en de Paus.